# 29565 Ґленнґульд
29565 Ґленнґульд (29565 Glenngould) — астероїд головного поясу, відкритий 17 березня 1998 року.
Тіссеранів параметр щодо Юпітера — 3,206.